# Gran Premio del Giappone 2009
Il Gran Premio del Giappone 2009 è la quindicesima prova della stagione 2009 del Campionato mondiale di Formula 1. Si è corso domenica 4 ottobre 2009 al Circuito di Suzuka. La gara è stata vinta da Sebastian Vettel su RBR-Renault, secondo Jarno Trulli su Toyota (l'ultimo podio in carriera) e terzo Lewis Hamilton su McLaren-Mercedes.

## Effetti del GP sulla stagione 2009
Il campionato piloti è rimasto aperto poiché Button si è ritrovato ottavo, dietro a un Barrichello settimo, e Vettel è arrivato primo. In questo modo, Button incamera un punto, Barrichello due e Vettel dieci.
Il campionato piloti può andare a Vettel se vince entrambi i prossimi GP e Button non incamera più di tre punti.
Invece, può andare a Barrichello qualora ottenga un primo ed un secondo posto e Button non incameri più di tre punti.
La Brawn-Mercedes per solo mezzo punto non chiude il campionato costruttori.

## Vigilia

### Sviluppi per il 2010
Il 30 settembre la Ferrari annuncia l'ingaggio di Fernando Alonso dalla stagione 2010 per tre anni. Il pilota asturiano farà coppia con Felipe Massa, mentre Giancarlo Fisichella avrà il ruolo di pilota di riserva.

### Aspetti tecnici
Il fornitore unico di pneumatici, la Bridgestone, porta per il gran premio coperture di tipo morbido e di tipo duro.

### Cambiamenti nei piloti
Il giapponese Kamui Kobayashi sostituisce Timo Glock sulla Toyota nelle prove del venerdì a causa di un'indisposizione del pilota tedesco.

## Prove
La sessione di prove del venerdì è stata caratterizzata dalla pioggia, soprattutto nella seconda sessione che ha visto i piloti percorrere solo pochi giri.
Nella prima sessione del venerdì, si è avuta questa situazione:
| Pos | N  | Pilota            | Squadra-Motore       | Tempo    | Gap    | Giri |
| --- | -- | ----------------- | -------------------- | -------- | ------ | ---- |
| 1   | 2  | Heikki Kovalainen | McLaren-Mercedes     | 1'40"356 |        | 24   |
| 2   | 17 | Kazuki Nakajima   | Williams-Toyota      | 1'40"648 | +0"292 | 18   |
| 3   | 20 | Adrian Sutil      | Force India-Mercedes | 1'40"806 | +0"450 | 14   |

Nella seconda sessione del venerdì, si è avuta questa situazione:
| Pos | N  | Pilota            | Squadra-Motore       | Tempo    | Gap    | Giri |
| --- | -- | ----------------- | -------------------- | -------- | ------ | ---- |
| 1   | 20 | Adrian Sutil      | Force India-Mercedes | 1'47"261 |        | 5    |
| 2   | 15 | Sebastian Vettel  | RBR-Renault          | 1'47"923 | +0"662 | 6    |
| 3   | 21 | Vitantonio Liuzzi | Force India-Mercedes | 1'47"931 | +0"670 | 5    |

Nella sessione del sabato mattina, si è avuta questa situazione:
| Pos | N  | Pilota          | Squadra-Motore  | Tempo    | Gap    | Giri |
| --- | -- | --------------- | --------------- | -------- | ------ | ---- |
| 1   | 9  | Jarno Trulli    | Toyota          | 1'31"709 |        | 24   |
| 2   | 12 | Sébastien Buemi | STR-Ferrari     | 1'31"771 | +0"062 | 26   |
| 3   | 16 | Nico Rosberg    | Williams-Toyota | 1'32"343 | +0"634 | 28   |

- Webber della RBR ha avuto un incidente alla Degner Corner nell'ultima sessione di prove libere; l'incidente è senza conseguenze per il pilota ma tale da rendere danneggiata in modo irreparabile la vettura per le qualifiche.[7]

## Qualifiche
Nella sessione di qualificazione, si è avuta questa situazione:
| Pos | No | Pilota               | Costruttore          | Q1          | Q2          | Q3          | Griglia | Massa |
| --- | -- | -------------------- | -------------------- | ----------- | ----------- | ----------- | ------- | ----- |
| 1   | 15 | Sebastian Vettel     | RBR-Renault          | 1'30"883    | 1'30"341    | 1'32"160    | 1       | 658,5 |
| 2   | 9  | Jarno Trulli         | Toyota               | 1'31"063    | 1'30"737    | 1'32"220    | 2       | 655,5 |
| 3   | 1  | Lewis Hamilton       | McLaren-Mercedes     | 1'30"917    | 1'30"627    | 1'32"395    | 3       | 656   |
| 4   | 20 | Adrian Sutil         | Force India-Mercedes | 1'31"386    | 1'31"222    | 1'32"466    | 8       | 650   |
| 5   | 23 | Rubens Barrichello   | Brawn-Mercedes       | 1'31"272    | 1'31"055    | 1'32"660    | 6       | 660,5 |
| 6   | 6  | Nick Heidfeld        | BMW Sauber           | 1'31"501    | 1'31"260    | 1'32"945    | 4       | 660   |
| 7   | 22 | Jenson Button        | Brawn-Mercedes       | 1'31"041    | 1'30"880    | 1'32"962    | 10      | 658,5 |
| 8   | 4  | Kimi Räikkönen       | Ferrari              | 1'31"288    | 1'31"052    | 1'32"980    | 5       | 661   |
| 9   | 2  | Heikki Kovalainen    | McLaren-Mercedes     | 1'31"499    | 1'31"223    | Senza tempo | 11      | 675   |
| 10  | 12 | Sébastien Buemi      | STR-Ferrari          | 1'31"196    | 1'31"103    | Senza tempo | 13      | 665,4 |
| 11  | 16 | Nico Rosberg         | Williams-Toyota      | 1'31"286    | 1'31"482    |             | 7       | 684,5 |
| 12  | 7  | Fernando Alonso      | Renault              | 1'31"401    | 1'31"638    |             | 16      | 689,5 |
| 13  | 5  | Robert Kubica        | BMW Sauber           | 1'31"417    | 1'32"341    |             | 9       | 686   |
| 14  | 10 | Timo Glock           | Toyota               | 1'31"550    | Senza tempo |             | 19      | nd    |
| 15  | 11 | Jaime Alguersuari    | STR-Ferrari          | 1'31"571    | Senza tempo |             | 12      | 682,5 |
| 16  | 3  | Giancarlo Fisichella | Ferrari              | 1'31"704    |             |             | 14      | 661,5 |
| 17  | 17 | Kazuki Nakajima      | Williams-Toyota      | 1'31"718    |             |             | 15      | 695,7 |
| 18  | 8  | Romain Grosjean      | Renault              | 1'32"073    |             |             | 17      | 691,8 |
| 19  | 21 | Vitantonio Liuzzi    | Force India-Mercedes | 1'32"087    |             |             | 18      | 682,5 |
| 20  | 14 | Mark Webber          | RBR-Renault          | Senza tempo |             |             | 20      | nd    |

La Q2 è stata interrotta per ben due volte con la bandiera rossa per due incidenti. Il primo ha visto quale protagonista il pilota della Toro Rosso Algersuari, uscito di pista alla Degner Curve, nello stesso punto in cui anche Webber è stato protagonista di un incidente nella terza sessione delle prove libere che gli è costato la partecipazione alle qualifiche e dove anche il suo compagno di scuderia, Buemi ha fatto un'escursione nel corso della Q1. Il secondo incidente ha avuto conseguenze più serie per il pilota coinvolto, il tedesco Glock è uscito di pista all'ultima curva del tracciato. È stato portato in ospedale dove gli è stata riscontrata una ferita alla gamba.
La sessione è stata inoltre nuovamente influenzata da un'escursione di Buemi alla Spoon: lo svizzero non ha potuto quindi prendere parte alla Q3 e i detriti lasciati da lui in pista hanno portato all'esposizione di bandiere gialle proprio negli ultimi secondi della sessione Q2. Questo ha comportato delle proteste per i tempi fatti segnare dai piloti che sono passati nel punto al momento dell'esposizione delle bandiere gialle.
Anche Kovalainen è stato protagonista di un'uscita alla Degner Curve nei primi minuti della Q3. Ciò ha comportato nuovamente l'esposizione della bandiera rossa; il finlandese non ha potuto completare la sessione. La pole è stata fatta segnare da Vettel su RBR-Renault.
Al termine dell'prove la direzione di corsa ha penalizzato Jenson Button, Rubens Barrichello, Fernando Alonso e Adrian Sutil di cinque posizioni sulla schieramento in griglia per non aver rallentato in occasione dell'esposizione delle bandiere gialle al momento dell'incidente di Buemi in Q2. Lo stesso Buemi è stato penalizzato, sempre di cinque posizioni in griglia per aver ostacolato altri piloti durante il suo giro di rientro ai box.Heikki Kovalainen e Vitantonio Liuzzi sono penalizzati di cinque posizioni per aver sostituito il cambio.

## Gara
Non partecipa alla gara Glock infortunato nelle qualifiche. La Toyota schiera così una sola vettura. Vettel parte subito bene seguito da Hamilton, che tenta anche di passarlo alla prima curva ma senza successo. Trulli insegue terzo. Alla partenza invece problemi per Buemi che parte male e Button che perde due posizioni. Nei primi giri risale al decimo posto, passando Fisichella e Kubica.
Webber, che è dovuto partire dalla pit lane per aver sostituito il telaio, è costretto a ben tre soste nei primi quattro giri; le prime due per problemi di assetto, la terza per una foratura. L'unico evento che movimenta i primi giri di gara è un incidente al Casio Triangle che coinvolge Sutil nel tentativo di passare Kovalainen. Ne approfitta Button che passa entrambi, salendo così all’ottavo posto.

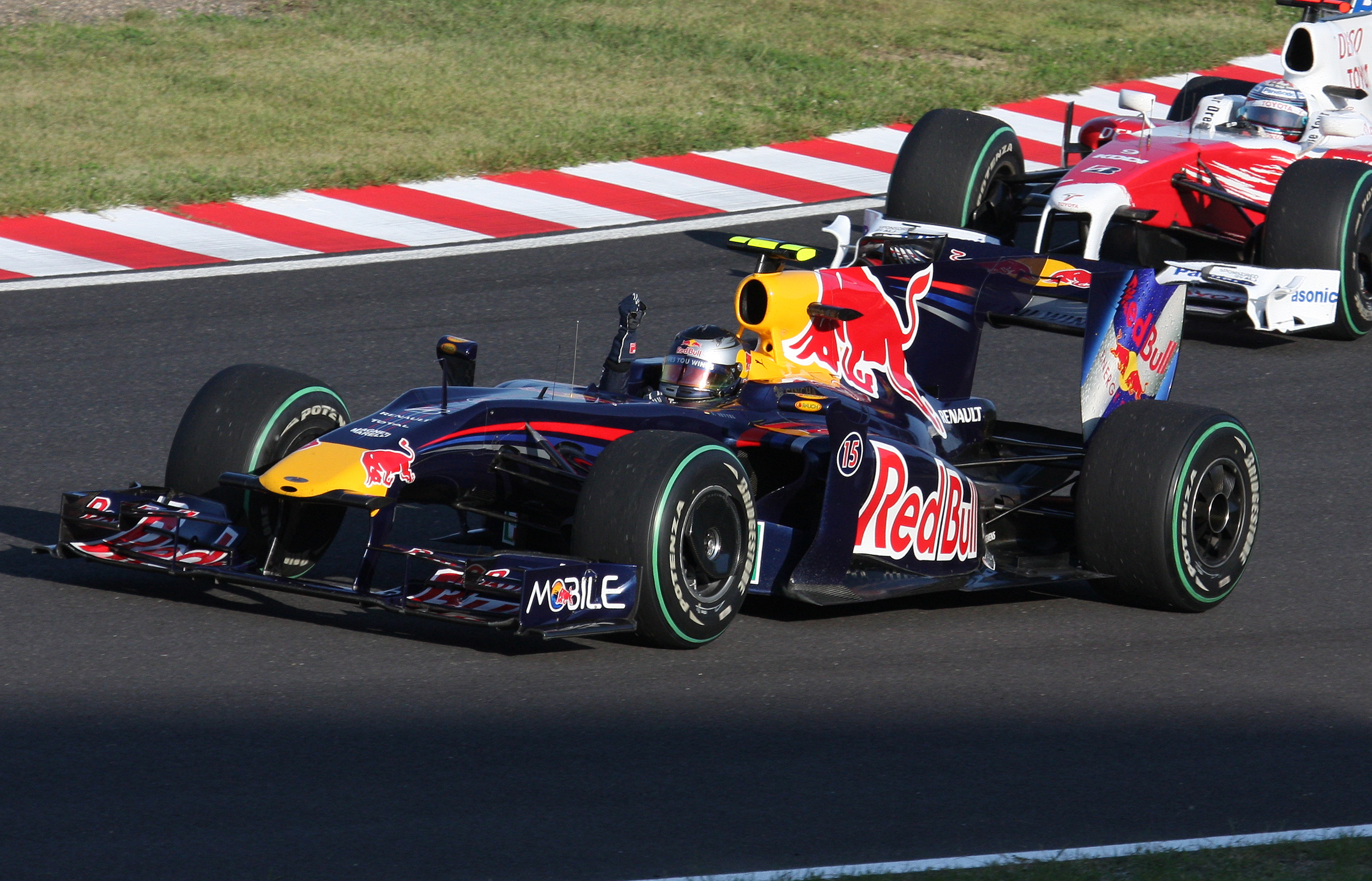
Vettel su Red Bull-Renault festeggia la vittoria nel Gran Premio del Giappone.

Nella fase degli stop ai Kovalainen passa Fisichella all'uscita della pitlane; la prima tornata di stop non cambia le prime posizioni; nel secondo stop un errore nella ripartenza di Hamilton permette a Trulli di guadagnare una posizione dopo la sosta. Anche Nick Heidfeld perde qualche secondo e la quarta posizione a favore di Kimi Räikkönen. Si ritira una vettura della Toro Rosso quella di Buemi per un guasto alla frizione.
Negli ultimi giri entra la safety car dopo un incidente di Alguersuari. Lo spagnolo perde il controllo della vettura alla curva 130R andando a sbattere contro le protezioni. Si riparte dopo l'uscita della vettura di sicurezza per una sorta di minigara da 5 giri. Kubica tenta senza successo di passare Button, che dal suo canto a fine gara protesta per una manovra di Rosberg in regime di bandiere gialle, senza però che la direzione prenda provvedimenti.
Vince così Vettel davanti a Trulli e Hamilton, Räikkönen è quarto. Il giovane pilota della Red Bull alimenta le sue speranze di agguantare il mondiale, mentre la Toyota guadagna l'ultimo podio in Formula 1.

### Risultati
I risultati del GP sono stati i seguenti:
| Pos | N° | Pilota               | Costruttore          | Giri | Tempo/Ritiro | Griglia | Punti |
| --- | -- | -------------------- | -------------------- | ---- | ------------ | ------- | ----- |
| 1   | 15 | Sebastian Vettel     | RBR-Renault          | 53   | 1h28'20"443  | 1       | 10    |
| 2   | 9  | Jarno Trulli         | Toyota               | 53   | +4"877       | 2       | 8     |
| 3   | 1  | Lewis Hamilton       | McLaren-Mercedes     | 53   | +6"472       | 3       | 6     |
| 4   | 4  | Kimi Räikkönen       | Ferrari              | 53   | +7"940       | 5       | 5     |
| 5   | 16 | Nico Rosberg         | Williams-Toyota      | 53   | +8"793       | 7       | 4     |
| 6   | 6  | Nick Heidfeld        | BMW Sauber           | 53   | +9"509       | 4       | 3     |
| 7   | 23 | Rubens Barrichello   | Brawn-Mercedes       | 53   | +10"641      | 6       | 2     |
| 8   | 22 | Jenson Button        | Brawn-Mercedes       | 53   | +11"474      | 10      | 1     |
| 9   | 5  | Robert Kubica        | BMW Sauber           | 53   | +11"777      | 9       |       |
| 10  | 7  | Fernando Alonso      | Renault              | 53   | +13"065      | 16      |       |
| 11  | 2  | Heikki Kovalainen    | McLaren-Mercedes     | 53   | +13"735      | 11      |       |
| 12  | 3  | Giancarlo Fisichella | Ferrari              | 53   | +14"596      | 14      |       |
| 13  | 20 | Adrian Sutil         | Force India-Mercedes | 53   | +14"959      | 8       |       |
| 14  | 21 | Vitantonio Liuzzi    | Force India-Mercedes | 53   | +15"734      | 18      |       |
| 15  | 17 | Kazuki Nakajima      | Williams-Toyota      | 53   | +18"973      | 15      |       |
| 16  | 8  | Romain Grosjean      | Renault              | 52   | +1 giro      | 17      |       |
| 17  | 14 | Mark Webber          | RBR-Renault          | 51   | +2 giri      | 19      |       |
| Rit | 11 | Jaime Alguersuari    | STR-Ferrari          | 43   | Incidente    | 12      |       |
| Rit | 12 | Sébastien Buemi      | STR-Ferrari          | 11   | Frizione     | 13      |       |
| NP  | 10 | Timo Glock           | Toyota               | 0    | Infortunio   | 20      |       |

## Curiosità
- Ultimo podio per la Toyota

## Classifiche Mondiali

### Piloti
| Pos | Pilota               | Punti |
| --- | -------------------- | ----- |
| 1   | Jenson Button        | 85    |
| 2   | Rubens Barrichello   | 71    |
| 3   | Sebastian Vettel     | 69    |
| 4   | Mark Webber          | 51,5  |
| 5   | Kimi Räikkönen       | 45    |
| 6   | Lewis Hamilton       | 43    |
| 7   | Nico Rosberg         | 34,5  |
| 8   | Jarno Trulli         | 30,5  |
| 9   | Fernando Alonso      | 26    |
| 10  | Timo Glock           | 24    |
| 11  | Felipe Massa         | 22    |
| 12  | Heikki Kovalainen    | 22    |
| 13  | Nick Heidfeld        | 15    |
| 14  | Robert Kubica        | 9     |
| 15  | Giancarlo Fisichella | 8     |
| 16  | Adrian Sutil         | 5     |
| 17  | Sébastien Buemi      | 3     |
| 18  | Sébastien Bourdais   | 2     |

### Costruttori
| Pos | Team                 | Punti |
| --- | -------------------- | ----- |
| 1   | Brawn-Mercedes       | 156   |
| 2   | RBR-Renault          | 120,5 |
| 3   | Ferrari              | 67    |
| 4   | McLaren-Mercedes     | 65    |
| 5   | Toyota               | 54,5  |
| 6   | Williams-Toyota      | 34,5  |
| 7   | Renault              | 26    |
| 8   | BMW Sauber           | 24    |
| 9   | Force India-Mercedes | 13    |
| 10  | STR-Ferrari          | 5     |